# Eumops perotis
Espèce
Statut de conservation UICN

 LC  : Préoccupation mineure
Eumops perotis est la plus grande chauve-souris d'Amérique du Nord.Elles vivent essentiellement dans les canyons rocheux typiques du Sud-Ouest aride. Elles créent des habitations dans les crevasses des falaises verticales.
Elle appartient à la famille des Molossidae. Elle se nourrit d'insectes, essentiellement des papillons de nuit. Sa fourrure est marron et elle possède 30 dents. Elle utilise un système d'écholocalisation qui est audible par les Hommes. Elles passent la journée en colonies de moins de 100 individus et sortent la nuit. Elle reste active tout l'hiver.

## Source
- (en) UICN : espèce Eumops perotis (Schinz, 1821) (consulté le 20 mai 2015)

- (en) Cet article est partiellement ou en totalité issu de l’article de Wikipédia en anglais intitulé « Western mastiff bat » (voir la liste des auteurs).